# Pierre Seghers
Pierre Seghers (Paris, 5 de janeiro de 1906 — Créteil, 4 de novembro de 1987) foi um poeta e editor francês. 
Durante a Segunda Guerra Mundial, o poeta participou do movimento da Resistência francesa.
Fundou, entre outras coisas, a famosa linha de livros Poètes d’aujourd’hui (Poetas contemporâneos), em 1944, que publicou 270 livros de poetas famosos e desconhecidos (como uma antologia de poetas malditos modernos em 1972, Poètes maudits d'aujourd'hui: 1946-1970). 
Entre os prêmios e honrarias que recebeu, foi feito comandante da Legião de Honra e, em 1976, International Botev Prize.
Recebeu o título de doutor honoris causa da Universidade de Saint Andrews, na Escócia.
Ele está sepultado no Cemitério de Montparnasse.
Uma exposição sobre sua vida e obra teve lugar no Museu de Montparnasse em Paris, em 2011. Um catálogo detalhado foi então publicado.

## Biografia
Pierre Seghers passou sua infância em Carpentras, onde cursou o ensino médio e recebeu diploma de bacharel em filosofia. Graças ao encontro com Jou Louis em 1929, Pierre desenvolveu uma paixão pela poesia e livros. Teve vários empregos antes de se tornar poeta em 1938. Em setembro de 1939 foi mobilizado e fundou uma revista, Poètes casqués, incluindo Louis Aragon como um dos primeiros assinantes. A revista nomeou então Poésie 41, Poésie 42, etc. Desde o início da segunda guerra (1940) juntou-se à Resistência e envolveu-se em publicações clandestinas (Les Éditions de Minuit, Cahiers de la Libération, etc.). 
Em 1943, junto com seus amigos François Lachenal, Paul Éluard e Jean Lescure, reúne os textos de muitos poetas resistentes, L'Honneur des poètes, publicados pela Éditions de Minuit. Diante da opressão, os poetas cantam em coro a esperança de liberdade.
Seghers escreveu, na clandestinidade, sob o pseudônimo de Louis Maste ou de Paul Rutgers.
Ele se mudou para Paris após a Libertação, em agosto de 1944. 

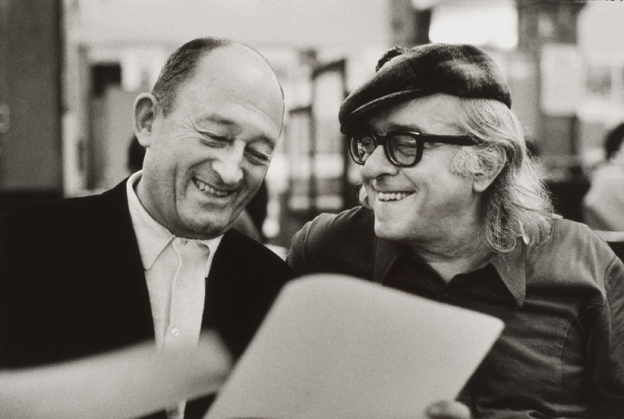
Pierre Seghers e o poeta brasileiro Vinicius de Moraes (Foto: Alecio de Andrade).

Em 1969, vendeu sua editora para o amigo Robert Laffont para dedicar-se ao seu próprio trabalho.
Em 1974, publicou um livro abrangente, rico em suas próprias experiências, da poesia do período envolvido na Resistência: La résistance et ses poètes.
Durante os anos 1980, produziu e ençenou noites de poesia dedicadas a grandes poetas no teatro de Champs-Elysées, au théâtre du Châtelet et au théâtre de la Ville.
Em 1983, a pedido de Jacques Chirac, então prefeito de Paris, criou com seu amigo Pierre Emmanuel, o Museu da Poesia, na cidade de Paris.

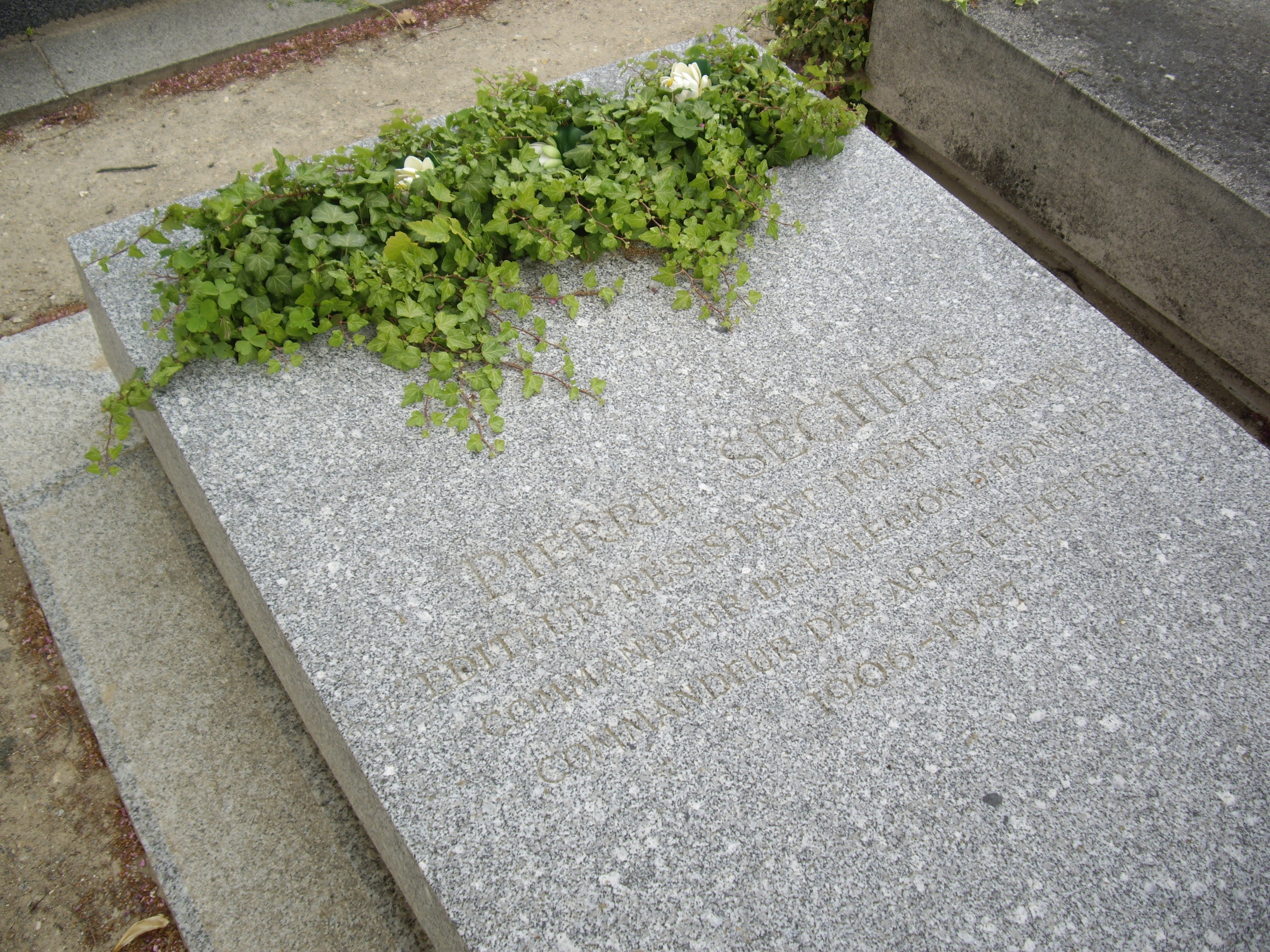
Túmulo de Pierre Seghers no Cemitério de Montparnasse, Paris.

Ele está sepultado no Cemitério de Montparnasse (7e divisão), ao lado dos atores Marcel Bozzuffi e Philippe Noiret.

## Obras literárias

### Poesia
- Bonne-Espérance, Éditions de la Tour, 1939
- Pour les quatre saisons, Poésie 42
- Octobre, Poésie publié en 1942 mais écrit en décembre 1941
- Le Chien de pique, Ides et Calendes, 1943
- Le Domaine public, Poésie 45 et Pariseau Montréal
- Jeune fille, Éditions Seghers, 1947
- Menaces de mort, La presse à bras, 1948
- Six Poèmes pour Véronique, Poésie 50
- Poèmes choisis, Éditions Seghers, 1952
- Le Cœur-Volant, Les Écrivains réunis, 1954
- Racines, Intercontinentale du Livre, 1956
- Les Pierres, Interc. du Livre, 1956
- Chansons et complaintes, tome I, Éditions Seghers, 1959
- Chansons et complaintes, tome II, Éditions Seghers, 1961
- Piranèse, Ides et Calendes, 1961
- Chansons et complaintes, tome III, Éditions Seghers, 1964
- Dialogue, 1965
- Dis-moi, ma vie, 1973
- Le Temps des merveilles, Éditions Seghers, 1978
- Derniers écrits , Éditions Fanlac, 2002

### Prosa
- Richaud du Combat, Stols, 1944
- L'Homme du commun, Poésie 44
- Considérations, ou Histoires sous la langue, Collection des 150
- Louis Jou, architecte du Livre et des Baux, 1980

### Antologias
- L'Art poétique
- L'Art de la peinture
- La France à livre ouvert
- Le Livre d'or de la poésie française (des origines à 1940), Éditions Marabout
- Le livre d'or du Divan, Hâfiz, Éditions Robert Laffont / Seghers (1978).